# Pherbellia albovaria
Pherbellia albovaria är en tvåvingeart som först beskrevs av Daniel William Coquillett 1901.  Pherbellia albovaria ingår i släktet Pherbellia och familjen kärrflugor. Inga underarter finns listade i Catalogue of Life.